# Albert Caasmann
Albert Caasmann (* 2. Juni 1886  in Berlin; † 23. März 1968 in Brandenburg an der Havel) war ein deutscher Bildhauer und Porzellankünstler.

## Leben
Albert Caasmanns künstlerisches Schaffen ist untrennbar verbunden mit der Erfolgsgeschichte des 1906 gegründeten Spielwaren-Traditionsunternehmens Lineol des Unternehmers Oskar Wiederholz in Brandenburg (Havel). Ab 1909 arbeitete Caasmann zunächst als freier Mitarbeiter für Oskar Wiederholz bzw. Lineol. Nach der Zeit als Soldat am Ersten Weltkrieg war Caasmann von 1919 bis 1952 leitender Modelleur und Produktionsleiter des Unternehmens. Er gestaltete über 600 vielfältige Figuren, wie z. B. Soldaten, Tiere, Indianer, Ritter, Märchenfiguren, Eisenbahnfiguren, die sehr natürlich wirkten. Seine Modelle waren in der Region bei vielen Kindern stark verbreitet. Viel Zeit verbrachte Caasmann im Berliner Zoo, wo er seine Tiervorlagen modellierte.
Vor allem für die Porzellanfabrik Philipp Rosenthal in Selb war Caasmann bis Anfang der 1920er Jahre als freischaffender Porzellankünstler tätig. Er schuf aber auch Vorlagen für eine Porzellanmanufaktur in Volkstedt.
Im Krematorium Brandenburg an der Havel hat sich die 1925–1926 von Caasmann ausgeführte expressionistische Innenausstattung bis heute vollständig erhalten.
Die Stadt Brandenburg benannte eine Straße nach Caasmann.